# Verbandsgemeinde Dannstadt-Schauernheim
La comunità amministrativa di Dannstadt-Schauernheim (Verbandsgemeinde Dannstadt-Schauernheim) si trova nel circondario del Reno-Palatinato nella Renania-Palatinato, in Germania.

## Comuni
Fanno parte della comunità amministrativa i seguenti comuni:
| Comune, città                           | Sup. (km²) | Abitanti |
| --------------------------------------- | ---------- | -------- |
| Dannstadt-Schauernheim                  | 15,24      | 7 455    |
| Hochdorf-Assenheim                      | 9,70       | 3 269    |
| Rödersheim-Gronau                       | 8,24       | 2 925    |
| Verbandsgemeinde Dannstadt-Schauernheim | 33,19      | 13 649   |

(Abitanti al 31 dicembre 2021)